# Trastevere Stadium
Il Trastevere Stadium è un impianto calcistico di Roma di proprietà della Casa Generalizia dell'Ordine dei carmelitani scalzi e in gestione dal 2013 al Trastevere Calcio, che lo utilizza sia per le gare casalinghe del campionato di Serie D sia per quella della squadra femminile di Serie C.
Si trova nel quartiere romano di Monteverde Vecchio, inserito all'interno delle storiche mura perimetrali di villa Doria Pamphilj, teatro della famosa battaglia del Gianicolo del giugno 1849.
La capienza omologata dell'impianto è temporaneamente di 1200 spettatori.

## Storia
Secondo la tradizione, all'interno dello storico parco cittadino di villa Doria Pamphilj si tenne la prima partita di calcio a Roma nel 1892.
Il principe Alfonso Doria Pamphili, noto appassionato di sport, infatti, permise ad un gruppo di seminaristi, il Venerabile Collegio Inglese, che già praticava football, ancora sconosciuto a Roma, di allenarsi e giocare nella sua villa. Il figlio di Alfonso, il principe Don Filippo Andrea Doria Pamphili il 9 febbraio 1950 vendeva alla Casa Generalizia dell’Ordine dei Carmelitani Scalzi quella porzione di terreno (63274 m²), ove più intensamente si praticava lo sport e la caccia, al prezzo di 68 milioni di lire.
Lo Stato rinunciava alla prelazione su detta pregiatissima area per la modesta cifra proposta di 68 milioni di lire dell'epoca.
La Casa Generalizia destinava subito la parte alta del lotto di terreno acquistato alla costruzione di un collegio di Teologia, la Pontificia facoltà teologica Teresianum mentre lasciava la parte più a valle di via Vitellia, all'incrocio con via di Donna Olimpia, alla destinazione sportiva e di ricreazione degli studenti.
A cavallo degli anni cinquanta e sessanta nella zona sorgeva un campo in terra battuta e pozzolana, detto "Ottavilla" frequentato dai ragazzi della zona e, talvolta, anche da Pier Paolo Pasolini, che abitò, prima in via Fonteiana e poi in via Giacinto Carini nº 45 (lo stesso condominio in cui abitava un altro grande regista, Bernardo Bertolucci) e che in questi luoghi vi ambientò la sua opera letteraria più conosciuta “Ragazzi di vita".
L'impianto, antenato dell'attuale Trastevere Stadium e già campo Vittorio Bachelet negli anni 1990 e 2000, si trovava vicino al fosso Tiradiavoli, ovvero la “marrana” alimentata dalle acque provenienti dalla Valle dei Daini di villa Doria Pamphilj.
Poi, negli anni ’70 del secolo scorso la struttura venne migliorata, realizzando la tribuna e successivamente, negli ultimi anni, ristrutturata ad opera del patron del Trastevere, Pier Luigi Betturri.
Nel 2023 è stata realizzata una composizione architettonica su travertino di Acquasanta che racconta la storia sia del Trastevere calcio che del Trastevere Stadium. L'opera marmorea è stata eseguita dallo scultore Alessandro Virgulti e inaugurata dal noto attore Carlo Verdone il 18 novembre 2023. 

## Attività calcistica
Il Trastevere vi disputa, dal 2014, le proprie partite casalinghe del campionato nazionale di Serie D e in data 30 luglio 2017 vi si è disputata la partita di Coppa Italia Tim Cup Trastevere-Reggiana.
Il 19 agosto 2017, vi si è svolta la partita amichevole Trastevere-Perugia, all'epoca militante in Serie B.
Il 6 giugno 2019, ha ospitato lo storico avvenimento della partita amichevole di calcio femminile Trastevere-Città del Vaticano; di fatto la prima "trasferta internazionale" per la formazione d'Oltretevere.
Inoltre ha ospitato partite di rilievo come il 2 giugno 2021 Trastevere - Siena e, il 7 aprile 2019, Trastevere - Avellino e Trastevere - Sambenedettese del 29 settembre 2021.
il 26 aprile 2022 ha ospitato la partita amichevole tra la rappresentativa dell'Isola d'Elba, a nome delle 87 piccole isole italiane, e la "squadra del Papa - Fratelli tutti" terminata 4-2, partita diretta dall'arbitro internazionale Paolo Valeri.
La mattina successiva Papa Francesco ha voluto ricevere in udienza presso la Basilica di San Pietro le due squadre partecipanti.